# Tugulusaurus
Tugulusaurus ("ještěr z Tugulu") byl rod teropodního (dravého) dinosaura, žijícího v období spodní křídy (věk barrem až alb) na území dnešní Číny (souvrství Lianmuqin).

## Historie
Fosilie tohoto dinosaura byly objeveny v roce 1964 v Džungarské pánvi na území čínské autonomní oblasti Sin-ťiang. Tento teropod byl pak formálně popsán roku 1973 na základě holotypu s označením IVPP V4025. Jedná se o částečně zachovanou kostru v podobě ocasních obratlů, žebra a částí kostry končetin. Původně vědci předpokládali, že se jedná o zástupce skupiny Ornithomimosauria, později byl tento taxon označen jako nomen dubium (pochybné jméno). V současnosti platí předpoklad, že by se mohlo jednat o alvarezsaura (jak ukázala dosud nepublikovaná studie, prezentovaná v roce 2016).

## Tělesné rozměry
Stehenní kost tugulusaura měří na délku 21,5 centmetru. Gregory S. Paul odhadl v roce 2010 délku tohoto dinosaura na rovné 2 metry a jeho hmotnost na 13 kilogramů. Podle paleontologa Thomase R. Holtze Jr. dosahoval tento teropod velikosti současného vlka, tedy hmotnosti v řádu desítek kilogramů.